# 国立チュルリョーニス美術館

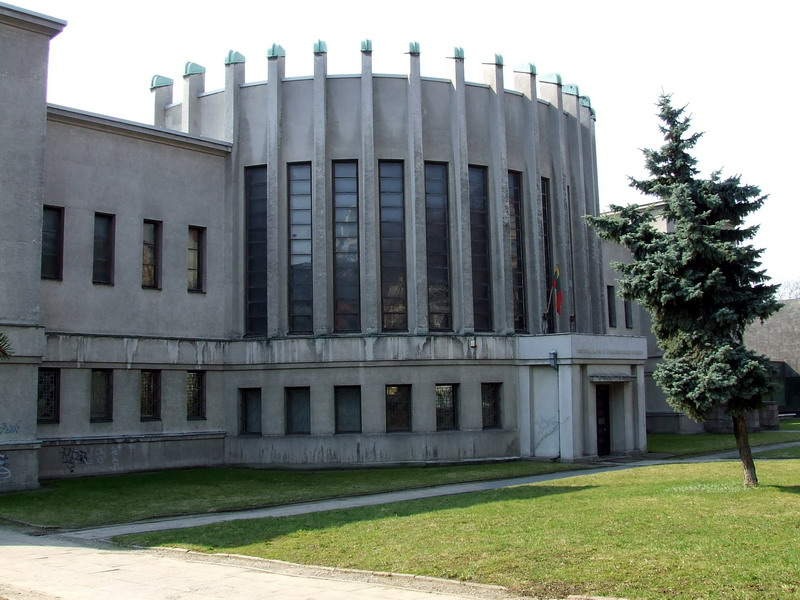
国立チェルリョーニス美術館の外観

国立チュルリョーニス美術館（正式名称: 国立ミカロユス・コンスタンティナス・チュルリョーニス美術館、リトアニア語: Nacionalinis Mikalojaus Konstantino Čiurlionio dailės muziejus、略称: NČDM）は、リトアニア・カウナスにある美術館。主に、画家で作曲家のミカロユス・チュルリョーニス（1875年 - 1911年）の作品が展示されている。
1921年に設立され、1925年に一時的にギャラリーをオープンした。1936年にヴィータウタス大公文化博物館に名称変更し、1944年から現在の名称となった。1969年には増築が行われている。
チュルリョーニスの作品や関連する収集品のほか、17世紀から20世紀のリトアニアの民俗芸術作品や、さらにはエジプトの美術作品、貨幣も展示されている。また分館として以下の施設を抱えている。
- ミーコラス・ジリンスカス美術館
- カウナス絵画ギャラリー
- 旧リトアニア共和国大統領官邸
- 陶器博物館
- 悪魔博物館
- ミカロユス・コンスタンティナス・チュルリョーニス記念美術館
- アンタナス・ジュムジナヴィチュース記念美術館
- ガラウネ一家邸宅
- リウダス・トルイキース・マリヨナス・ラカウスカイテ記念博物館
- ヴィータウタス・カジミエラス・ヨニーナス・ギャラリー

国立チュルリョーニス美術館は、国際展覧会のほか、講義、コンサート、会議、子ども向けの特別教育活動なども支援している。
なお、国立チュルリョーニス美術館と同じ建物には別の博物館も入っている（ヴィータウタス大公戦争博物館）。